# Roberto Madrigal Gallegos
Roberto Madrigal Gallegos (Ejido Iquinuapa, 8 de diciembre de 1967) es un eclesiástico católico mexicano, actual obispo de Tuxpan.

## Biografía
Nació el 8 de diciembre de 1967, en Ejido Iquinuapa, Jalpa de Méndez, Estado de Tabasco.  
Realizó sus estudios filosóficos-teológicos en el Seminario Diocesano del Señor de Tabasco y Nuestra Señora de Guadalupe en Villa Parrilla, Villahermosa, Tabasco. Se licenció en Teología Espiritual en la Pontificia Facultad de Teología y en el Pontificio Instituto de Espiritualidad Teresianum (Roma).  

### Sacerdocio
Fue ordenado sacerdote el 30 de noviembre de 1997 sirviendo desde entonces en la diócesis de Tabasco. 
Durante su vida ministerial como presbítero fue responsable de Caritas Tabasco durante seis años, asesor espiritual de las Capillas de Adoración Perpetua y vicario episcopal de la Zona Pastoral II de la Chontalpa Norte, durante un año y medio. También fue párroco de la iglesia de la Sagrada Familia en la colonia Indeco y en San Martín de Tours en el Fraccionamiento Villa Las Flores, ambas en la ciudad de Villahermosa, Tabasco.   
Se desempeñó como Formador del Seminario Mayor Diocesano del Señor de Tabasco y Nuestra Señora de Guadalupe; como Prefecto de disciplina en la etapa Discipular y Configurativa; así como director espiritual y responsable de la casa Curso Introductorio, durante 15 años.
También fue acompañando a la comunidad católica naciente en la zona de Altozano.

### Episcopado
El 27 de febrero de 2021, el papa Francisco lo nombró Obispo de Tuxpan. Fue consagrado el 19 de mayo del mismo año, a manos de  Gerardo de Jesús Rojas López, Obispo de Tabasco y actuando como co-consagrantes a Juan Navarro Castellanos, Obispo emérito de Tuxpan y por Franco Coppola, Nuncio apostólico.